# Cabiate
Cabiate ist eine norditalienische Gemeinde (comune) in der Provinz Como in der Lombardei.

## Lage und Einwohner
Die Gemeinde liegt etwa 16 Kilometer südöstlich von der Provinzhaptstasdt Como und etwa 22,5 Kilometer nördlich von Mailand und grenzt unmittelbar an die Provinz Monza und Brianza. Die 3,22 km² große Gemeinde hat 7319 Einwohner (Stand 31. Dezember 2023).
Die Nachbargemeinden sind Lentate sul Seveso (MB), Mariano Comense, Meda (MB) und Seregno (MB).

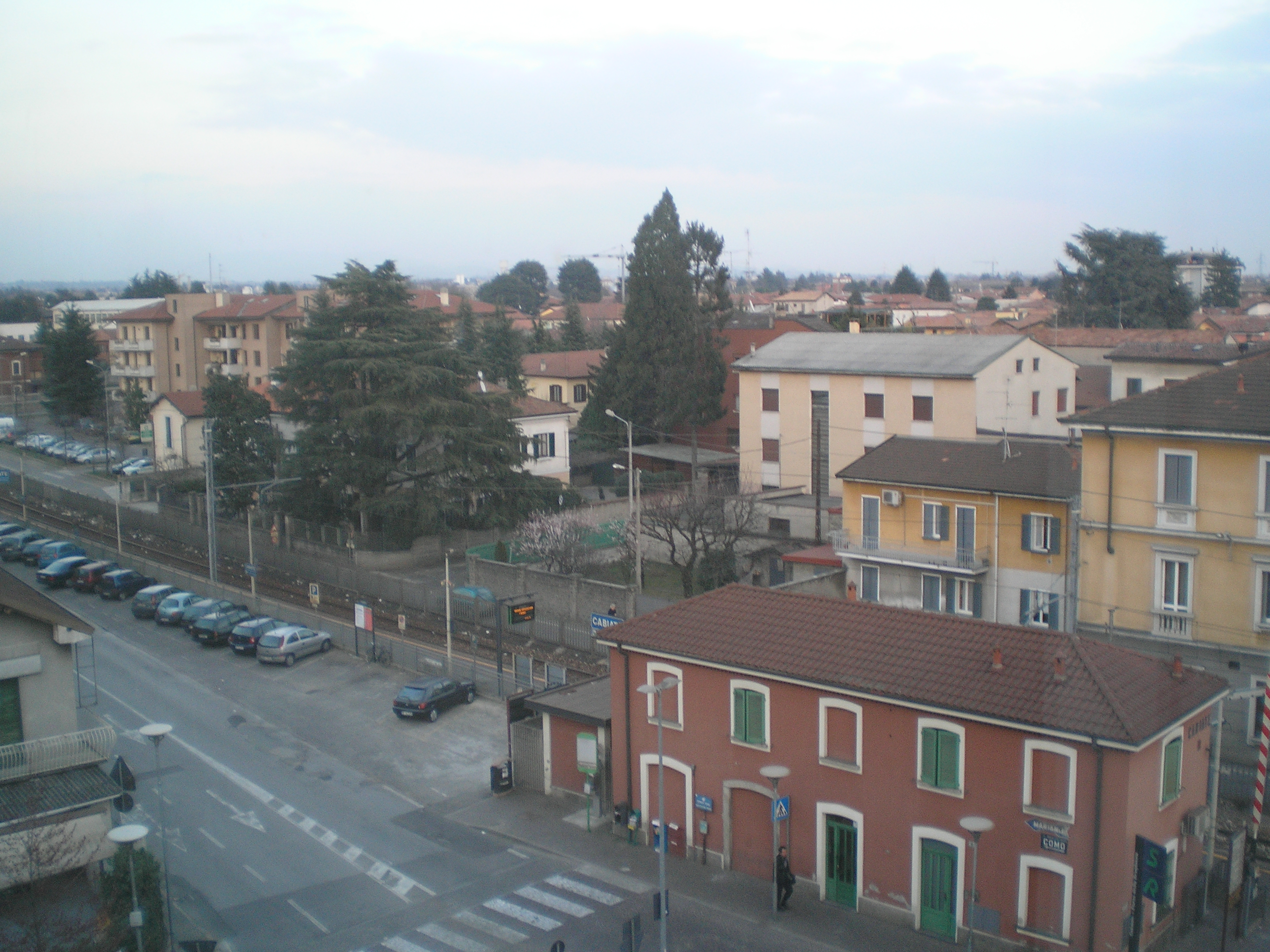
Cabiate: Stadtansicht

### Verkehrsanbindung
Die Stadt Cabiate ist über die Staatsstraße 35 (Ausfahrt Meda) und die Staatsstraße 36 des Comer Sees und Spluga (Ausfahrt Verano Brianza oder Seregno-Carate Brianza) sowie über die Provinzstraße 36 „Canturina“ (Como-Cantù-Cabiate) erreichbar.
Cabiate liegt an der Bahnstrecke Milano–Asso mit einem Bahnhof, der von den Linien S2 und S4 der S-Bahn Mailand angefahren wird. Zwischen 1912 und 1952 befand sich in der Stadt auch eine Haltestelle der Straßenbahnlinie Monza–Meda–Cantù, die sie bis zu ihrer Ersetzung durch die Linie C80 der ASF Autolinee bediente, die diese Strecke noch heute bedient.

## Geschichte
Cabiate wurde erstmals 745 urkundlich erwähnt.